# عمارت تسخیر شده
عمارت تسخیر شده (انگلیسی: The Haunted Mansion) عنوان عمارتی است با تِم فانتزی سیاه به همراه جلوه‌های ویژه مشابه قطار اشباح که به عنوان یکی از جاذبه‌های دیزنی‌لند شناخته می‌شود. این مکان ساختمانی خالی از سکنه با مضمون تسخیرشدگی است که در بخش پادشاهی جادویی واقع شده‌است. عمارت تسخیرشده دارای تمام مولفه‌های موجود در خانه‌های تسخیرشده واقعی برای بازدیدکنندگان است.